# Павел Хаас

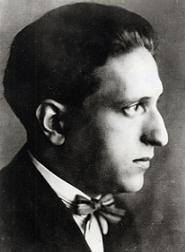
Павел Хаас

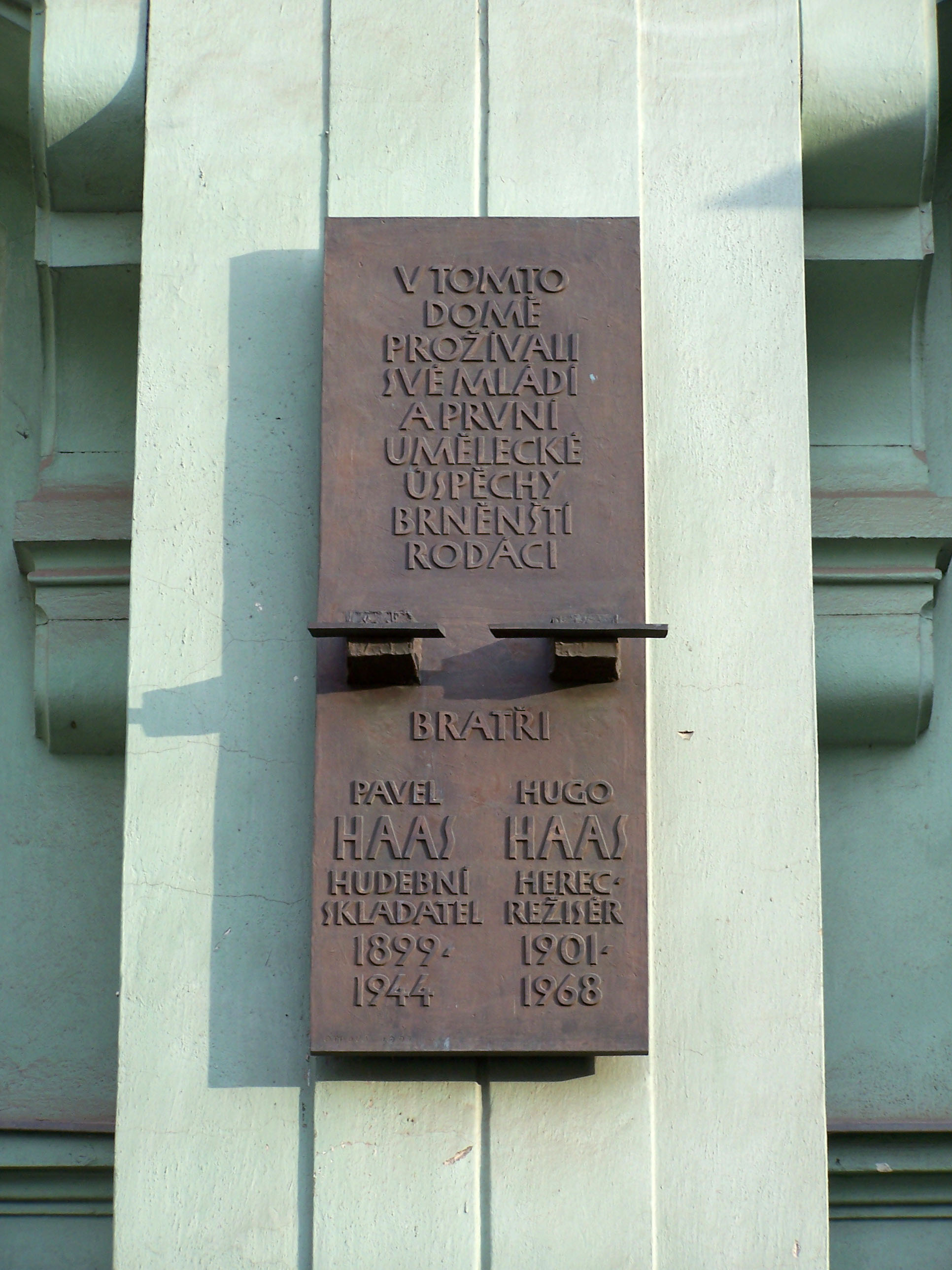
Меморіальна дошка Павлу та Уго Хаасу в будинку, де вони виросли у Брно

Павел Хаас (21 червня 1899 р – 17 жовтня 1944) - чеський композитор, представник композиторської школи Леоша Яначека, який використовував елементи народної музики та джазу. Відомий  своїми пісенними циклами та струнними квартетами. Був убитий під час Голокосту,

## Біографія
Павел Хаас народився у місті Брно, в єврейській родині. Його батько Зікмунд, швець за фахом, був родом з Моравщини, а мати Ольга (уроджена Епштейн) народилася в Одесі. Після приватного навчання фортепіано Хаас розпочав свою офіційну музичну освіту у віці 14 років і вивчав композицію в консерваторії в Брно з 1919 по 1921 рік під керівництвом Яна Кунца та Вілема Петржелки. Два роки навчався у майстер-класі відомого чеського композитора Леоша Яначека. Хаас виявився найкращим учнем Яначека. У 1935 році він одружився з Сонею Якобсон, колишній дружині російського лінгвіста Романа Якобсона. 
У 1941 році Хааса депортували до концтабору Терезієнштадт (Терезін). Він був одним із кількох чесько-єврейських композиторів. До арешту  офіційно розлучився зі своєю дружиною Сонею, щоб її та їх маленьку дочку Ольгу не спіткала подібна доля. У 1938 році він писав родичам своєї дружини в Нью-Джерсі, а також Френку Рибці в Нью-Йорку, який був колишнім студентом Янацека. Ці американці розпочали спробу допомогти Гаасу Після прибуття в Терезієнштадт він упав у депресію, і його довелося вмовляти до композиції Гедеоном Клейном.
У 1944 році нацисти реконструювали Терезієнштадт перед виїздом Червоного Хреста, а пропагандистський фільм "Фюрер дає місто євреям" був знятий режисером Куртом Герроном під примусом табору комендант Карл Рам.  Коли пропагандистський проект закінчився, нацисти перевели 18 000 ув'язнених, включаючи Хааса та дітей, які співали у Брундібарі, до Освенціма-Біркенау, де їх вбили в газових камерах. Згідно зі свідченнями Карела Анчерля, Гаас стояв поруч з ним після прибуття до Освенціма. Лікар Менгеле збирався спочатку відправити Анчерля в газову камеру, але ослаблений Хаас почав кашляти, тому було обрано смертний вирок. Після війни Анчерль зустрівся з братом Хааса Гюго і розповів йому, якими були останні дні Хааса. 
Його брат Уго Хаас (1901–1968) був популярним актором у довоєнній Чехословаччині.

## Творчість
Музика Хааса походить від богемських та моравських коренів. Ще працюючи зі своїм батьком, він писав музичні твори всіх видів, включаючи симфонічні та хорові твори, лідер, камерну музику та партитури для кіно та театру. Його опера "Шарлатан" була вперше виконана в Брно і мала  визнання в квітні 1938 року. Він отримав нагороду Фонду Сметани за оперу. Масштабна симфонія Хааса, яку він розпочав до депортації в Терезієнштадт, залишилася незавершеною.
Хаас написав у таборі щонайменше вісім композицій, лише деякі з них збереглися. Вони включають комплект з чотирьох пісень з китайської поезії для баритону та фортепіано, твір для чоловічого хору під назвою "Al s'fod" (його перша і єдина робота на івриті) та " Етюд для струнного оркестру", прем'єра якого відбулася в Терезієнштадтіі. Оркестрові частини були знайдені Анчерлом після звільнення Терезієнштадта і партитура реконструйована.
Основні видавці: Boosey & Hawkes, Bote & Bock, Sádlo, Tempo
| Genre         | Opus | Date composed | Czech title | English title | Scoring                                                               | Notes                                                   |
| ------------- | ---- | ------------- | --- | --- | --------------------------------------------------------------------- | ------------------------------------------------------- |
| Vocal         | 1    | 1918–1919     | Šest písní v lidovém tónu | 6 Songs in Folk Tone | for soprano and piano                                                 | orchestrated 1938                                       |
| Vocal         | 2    | 1919–1920     | Tři písně | 3 Songs | for soprano and piano                                                 | words by Josef Svatopluk Machar                         |
| Chamber music | 3    | 1920          | Smyčcový kvartet č. 1 | String Quartet No. 1 in C♯ minor                                                                                             | for 2 violins, viola and cello                                        |                                                         |
| Vocal         | 4    | 1919          | Čínské písně | Chinese Songs | for medium voice and piano                                            | words by Kao Shi, Tsui Hao, Thu Fu                      |
| Orchestral    | 5    | 1921          | Zesmutnělé scherzo | Scherzo triste | for orchestra                                                         |                                                         |
| Vocal         | 6    | 1923          | "Fata morgana" Klavírní kvintet se sólovým zpěvákem tenorového hlasu                                                          | Fata morgana | for tenor, 2 violins, viola, cello and piano                          | words by Rabindranath Tagore                            |
| Chamber music | 7    | 1925          | Smyčcový kvartet č. 2 "Z opičích hor"                                                                                         | String Quartet No. 2 <i id="mwwg">From the Monkey Mountains</i>                                                              | for 2 violins, viola, cello and percussion 'ad libitum'               |                                                         |
| Vocal         | 8    | 1927          | Vyvolená | The Chosen One | for tenor, flute, horn, violin and piano                              | poems by Jiří Wolker                                    |
| Choral        | 9    | 1928–1929     | Karneval | Carnival | for male chorus                                                       | words by Dalibor Chalupa                                |
| Chamber music | 10   | 1929          | Dechový kvintet | Wind Quintet | for flute, oboe, clarinet, horn and bassoon                           |                                                         |
| Orchestral    | 11   | 1931          | Předehra pro rozhlas | Overture for Radio | for small orchestra and male voices                                   | words by Hugo Haas                                      |
| Choral        | 12   | 1932          | Žalm 29 | Psalm XXIX | for baritone, female chorus and chamber orchestra with organ          |                                                         |
| Film score    | –    | 1933          | Život je pes | Life Is a Dog | for orchestra                                                         | music for the film                                      |
| Film score    | –    | 1934          | Mazlíček | The Little Pet | for orchestra                                                         | music for the film                                      |
| Piano         | 13   | 1935          | Suita pro klavír | Suite | for piano                                                             |                                                         |
| Opera         | 14   | 1936          | Šarlatán | The Charlatan | for soloists, chorus and orchestra                                    | opera in 3 acts; libretto by the composer               |
| Film score    | –    | 1937          | Kvočna | Mother-Hen | for orchestra                                                         | music for the film                                      |
| Piano         | –    | 1937          | Allegro moderato | Allegro moderato | for piano                                                             |                                                         |
| Chamber music | 15   | 1937–1938     | Smyčcový kvartet č. 3 | String Quartet No. 3 | for 2 violins, viola and cello                                        |                                                         |
|               | 16   |               | | |                                                                       |                                                         |
| Chamber music | 17   | 1939          | Suita pro hoboj a klavír | Suite | for oboe and piano                                                    |                                                         |
| Vocal         | 18   | 1940          | Sedm písní v lidovém tónu | 7 Songs in Folk Style | for high voice and piano                                              | words by František Čelakovský                           |
| Orchestral    | –    | 1940–1941     | Symfonie | Symphony | for orchestra                                                         | unfinished; orchestration completed by Zdeněk Zouhar    |
| Choral        | –    | 1942          | Al s'fod | Do Not Lament | for male chorus                                                       | words by David Shimoni                                  |
| Orchestral    | –    | 1943          | Studie pro smyčcový orchestr                                                                                                  | Study | for string orchestra                                                  |                                                         |
| Vocal         | –    | 1944          | Čtyři písně na slova čínské poezie 1. Zaslech jsem divoké husy 2. V bambusovém háji 3. Daleko měsíc je domova 4. Probděná noc | 4 Songs on Chinese Poetry 1. I Heard the Wild Geese 2. In the Bamboo Grove 3. The Moon Is Far from Home 4. A Sleepless Night | for bass (or baritone) and piano                                      | poems by Wei Jing-wu, Wang-wei, Tchang Tiou-ling, Han I |
| Vocal         | –    |               | | The Advent | for mezzo-soprano, tenor and quintet                                  |                                                         |
|               | –    |               | | Fantasy on a Jewish Melody                                                                                                   |                                                                       |                                                         |
| Piano         | –    |               | | Partita in Olden Style | for piano                                                             | lost                                                    |
| Vocal         | –    |               | | Terezín Songs |                                                                       |                                                         |
| Vocal         | –    |               | Tři skladby | 3 Pieces | for mezzo-soprano, tenor, flute, clarinet, 2 violins, viola and cello | lost                                                    |
| Concertante   | –    |               | Variace pro klavír a smyčcový orchestr                                                                                        | Variations | for piano and string orchestra                                        |                                                         |

## Записи
- Шарлатан (повна опера) - хор Празької філармонії, оркестр Празької державної опери , Ізраїль Інон (диригент); Компанія Decca Record Company 460 042-2 (1998)
- Павло Хаас: Оркестрова музика - Staatsphilharmonie Brünn, Ізраїль Інон (диригент); Кох Шванн (1996)

Scherzo triste, Op. 5
Шарлатан (оперна сюїта), соч. 14
Симфонія (незавершена; оркестровка Zdeněk Zouhar)
- Janáček / Haas / Szymanowski: Струнні квартети, аранжовані для струнного оркестру - Австралійський камерний оркестр, Річард Тогнетті (диригент); CD Chandos 10016

Струнний квартет No 2 "Z opičích hor", соч. 7
- Павло Хаас: Струнні квартети 1-3 (чеська вироджена музика, том 2) - квартет Кочіан; Praga Productions 250 118 (1998)
- Хаас і Яначек струнних квартетів - Павло Хаас квартет, Супрафон SU 3922-2

Струнний квартет No 1 до-мінор, ор. 3
Струнний квартет No 3, соч. 15
- Струнні квартети Хааса / Корнгольда / Гайдна : Струнний квартет No2. Квартет Адамаса; Грамола 2013.
- Павло Хаас: Bläserquintett, Suiten Op. 13 • Оп. 17, Виволена - Йорг Дюрмюллер (тенор), Денніс Рассел Девіс (фортепіано), Штутгартер Блясерквінтет; Orfeo International Music C 386 961 A (1996)

Духовий квінтет, op. 10
Сюїта для фортепіано, ор. 13
Сюїта для гобою та фортепіано, ор. 17
Виволена, соч. 8
- Камерна музика Павла Хааса - Ансамбль Villa Musica ; MD&G 304 1524-2

Духовий квінтет, op. 10
Сюїта для гобою та фортепіано, ор. 17
Струнний квартет No 3, соч. 15
- Рісонанса - Вілем Веверка (гобой), Іво Каханек (фортепіано); Супрафон SU 3993-2

Сюїта для гобоя та фортепіано
- Музика з Терезієнштадта - Вольфганг Хольцмайр (баритон), Рассел Райан (фортепіано); Bridge Records 9280

4 пісні за словами китайської поезії
- 4 пісні про китайську поезію, які співає Крістіан Герхаер, з'являються на компакт-диску " Терезін / Терезієнштадт", ініційованому Енн Софі фон Оттер, Deutsche Grammophon, 2007
- KZ Musik: Енциклопедія музики, складеної в концентраційних таборах, том 4 - Петр Мацушек (баритон), Франческо Лоторо (фортепіано); KZ Music 231787

Чотири китайські пісні
Вся музика, написана в Концтаборах (включаючи «Етюд П. Хааса для оркестру», «4 китайські пісні» та «Al s'fod»), міститься в CD-енциклопедії KZ MUSIK, створеній Франческо Лоторо (Musikstrasse Roma-Membran Hamburg), 2007
- Чеський альбом - Дворжак, Хаас, Шульгофф - Амстердам Сінфоньєтта, Кандіда Томпсон ; Channel Classics 24409, 2009.

Струнний квартет No 2 "Z opičích hor", соч. 7

## Хаас у літературі
Хаас - головний персонаж трилогії Девіда Гертера " Перша республіка " ( романи " За зарослою стежкою", "Світлові глибини" і " Той, хто зник") .
Haas згадується в Саймон Мауер «s The Glass Room .